# Che Gómez
José F. "Che" Gómez (Juchitán, ? - Matías Romero, 5 december 1911) was een Mexicaans revolutionair.
Gómez was afkomstig uit de plaats Juchitán op de landengte van Tehuantepec in de staat Oaxaca. Hij sloot zich in 1910 aan bij de Mexicaanse Revolutie aan de zijde van Francisco I. Madero en werd gekozen in het Congres van Oaxaca. In 1911 werd hij gekozen tot burgemeester van Juchitán, en beloofde sociale hervormingen door te voeren. Gouverneur Benito Juárez Maza van Oaxaca liet echter zijn ongenoegen blijken over Gómez, gebood hem af te treden en benoemde Enrique León tot zijn vervanger. Gómez pakte de wapenen op in verzet tegen Juárez Maza en León doch werd verslagen en gevangengenomen. Gómez zond een verzoek tot zijn vrijlating aan president Madero, en deze zegde hem een gesprek toe. Op weg naar Mexico-Stad werd Gómez echter door zijn bewakers om het leven gebracht. Officieel was de Ley de Fuga ("neergeschoten tijdens een poging te vluchten") toegepast, maar waarschijnlijk was hij gewoon door zijn tegenstanders uit de weg geruimd.
- Bibliothèque nationale de France: cb12191409x (data)
- International Standard Name Identifier: 0000 0004 5018 0759
- Library of Congress Control Number: no2015105929
- Système universitaire de documentation: 226742202
- Virtual International Authority File: 316435673
- WorldCat: E39PBJjCTD9pVb8vBgpBW3FR8C